# Aristide Cavaillé-Coll
Aristide Cavaillé-Coll (Montpellier, 4 febbraio 1811 – Parigi, 13 ottobre 1899) è stato un organaro francese, considerato il più grande esponente dell'organaria romantica francese e uno dei più importanti organari di tutti i tempi.

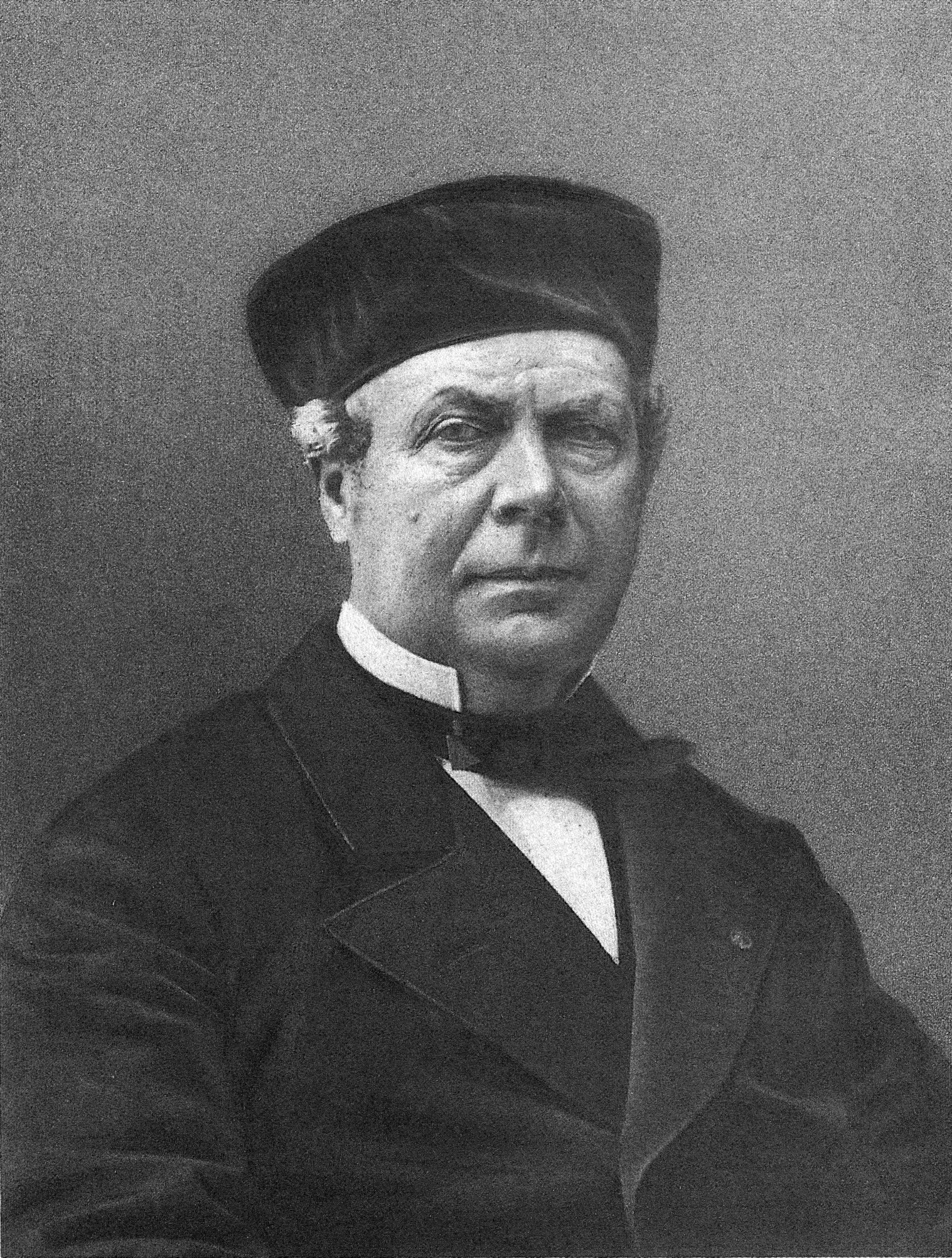
Aristide Cavaillé-Coll nel 1894 all'età di 83 anni in una eliografia di Paul Dujardin

Nacque in una famiglia organaria del sud della Francia e, grazie alle sue doti scientifiche, presto assunse un ruolo di costruttore di strumenti guidato da solidi principi di matematica e fisica, raggiunti anche con la sperimentazione, nei suoi atelier di Parigi. La sua prima grande opera è stato l'organo della basilica di Saint-Denis, costruito tra il 1837 e il 1841, dove ha fatto uso per la prima volta della leva Barker, una leva pneumatica per alleggerire la trasmissione meccanica. Grazie alla fama raggiunta con la costruzione di tale strumento, gliene sono stati commissionati molti altri, oltre 600, alcuni dei quali per interessamento di Napoleone III. Le sue più celebri realizzazioni sono gli organi maggiori della chiesa di Saint-Sulpice (1862) e della cattedrale di Notre-Dame (1867) a Parigi e della chiesa abbaziale di Saint-Ouen a Rouen, quest'ultimo considerato la sua migliore opera.
Cavaillé-Coll si è distinto per le sue alte capacità tecniche e per le innovazioni da lui introdotte, come la leva Barker per grandi strumenti e l'utilizzo sistematico della cassa espressiva anche su piccoli organi. È inoltre rimasto celebre per la sua intonazione puramente romantica, specialmente del flauto armonico e dei registri ad ancia, che ha ispirato grandi compositori come César Franck, organista titolare della basilica di Sainte-Clotilde-et-Sainte-Valère a Parigi, Charles-Marie Widor, organista titolare di Saint-Sulpice, e Louis Vierne, organista titolare di Notre-Dame.

## Biografia

### Famiglia

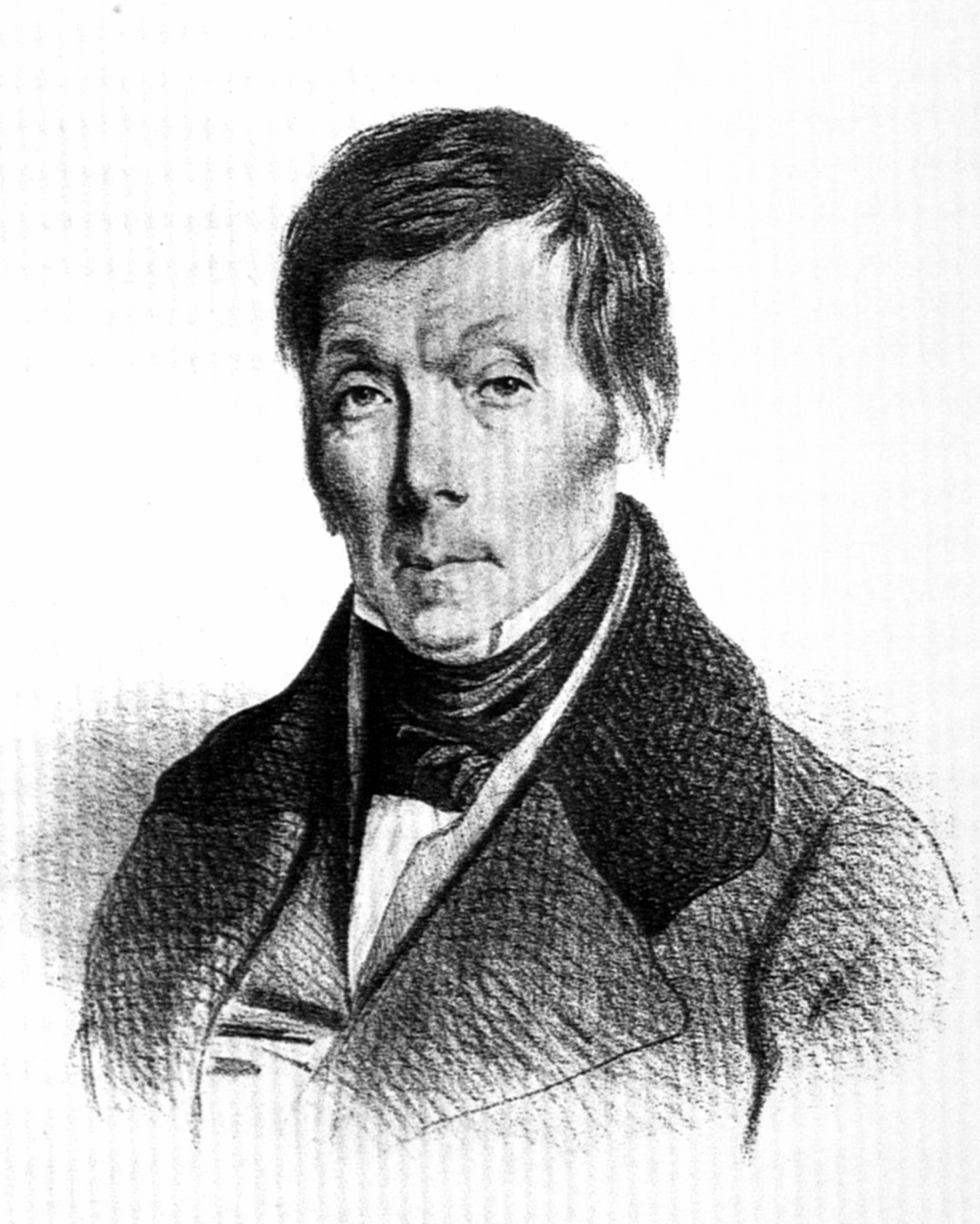
Dominique-Hyacinthe Cavaillé-Coll

Aristide Cavaillé-Coll nacque il 4 febbraio 1811 a Montpellier, capitale della regione Linguadoca-Rossiglione, nel sud della Francia, secondo figlio di Dominique-Hyacinthe Cavaillé-Coll e Jeanne Autard. La sua era una famiglia di organari sin dai tempi del domenicano Joseph Cavaillé, fratello del bisnonno di Aristide, vissuto tra il 1700 e il 1767, che aveva imparato il mestiere da Jean Esprit Isnard e con lui aveva costruito l'organo della chiesa di Saint-Pierre-des-Cuisines a Tolosa. Dominique-Hyacinthe (1771-1862), figlio di Jean-Pierre Cavaillé e Marie-Françoise Coll, aveva continuato l'attività di organaro del padre prima in Francia, poi 1788 in Spagna, per tornare nella madre patria dal 1791 al 1798 per intraprendere la carriera militare e definitivamente nel 1805, ricominciando la sua attività di organaro. Da sua moglie Jeanne Autard ebbe due figli, entrambi organari: Vincent (1806-1886) e Aristide.

### Infanzia e formazione
Nel 1814 la famiglia si trasferì in Spagna, a Lleida, per via dei disordini successivi alla restaurazione della dinastia borbonica sul trono di Francia con Luigi XVIII. Ivi Aristide ricevette una prima sommaria istruzione, tuttavia insufficiente, di tipo linguistico, senza intraprendere lo studio di uno strumento o di teoria musicale. I Cavaillé-Coll tornarono in Francia nel 1824 e si stabilirono dapprima a Gaillac, nella regione Midi-Pirenei, poi a Tolosa. Lavorando nella bottega del padre, dimostrò grande maestria e doti matematiche e nel 1829, all'età di 18 anni, fu mandato in Spagna per lavorare per conto del padre, dove inventò le unioni a pedaletto e l'espressione regolata tramite pedaletto.

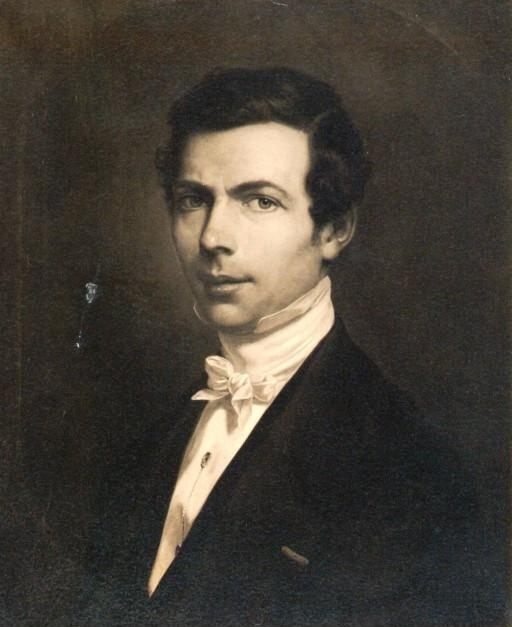
Aristide Cavaillé-Coll nel 1836 all'età di 25 anni, in un dipinto di Claude-Jules Grenier

Tornato a Tolosa nel 1831, lavorò con il padre e il fratello all'ideazione e costruzione di un nuovo strumento musicale, il Poïkilorgue, per la musica da camera, ispirato alla fisarmonica e considerato un prototipo dell'armonium. Simile nella forma ad un pianoforte verticale, Il suo suono viene prodotto da ance libere messe in vibrazione dall'aria prodotta da un mantice a cuneo, regolato da un pedale, e introdotta all'interno di un mantice a lanterna con apposito pedale per regolare l'espressione.
Nel 1833 Gioachino Rossini si recò a Tolosa per dirigere l'opera Roberto il diavolo ed ebbe occasione di fare conoscenza con Aristide Cavaillé-Coll che gli presentò il Poïkilorgue; tale strumento venne molto apprezzato dal musicista italiano tanto che Rossini invitò Cavaillé-Coll a trasferire la propria attività a Parigi scrivendo lui stesso delle lettere di presentazione. Nel settembre dello stesso anno Dominique-Hyacinthe, Vincent e Aristide traslocarono al numero 11 di quai Voltaire, nel VII arrondissement di Parigi.
Nel 1834 Aristide ricevette la medaglia di bronzo della Société d'encouragement pour l'industrie nationale per aver inventato, all'età di 19 anni, una nuova tipologia di sega circolare.

### Costruzione dell'organo della basilica di Saint-Denis
Al suo arrivo a Parigi, la maggior parte degli organi a canne della città erano in pessime condizioni, sia a causa dei danneggiamenti subiti durante la Rivoluzione francese, sia per l'assenza di un organaro serio: François-Henri Clicquot era morto nel 1791 e nel 1815 vi erano soltanto Pierre-François Dallery e Jean Somer. Gli organi presenti in città corrispondevano al gusto dell'orgue classique, ovvero l'organo barocco francese, caratterizzato soprattutto dalla giustapposizione delle varie tipologie e combinazioni di registri (come ad esempio Plein-Jeu, il ripieno, e il Grand-Jeu, i registri ad ancia) e da pedaliere ridotte.

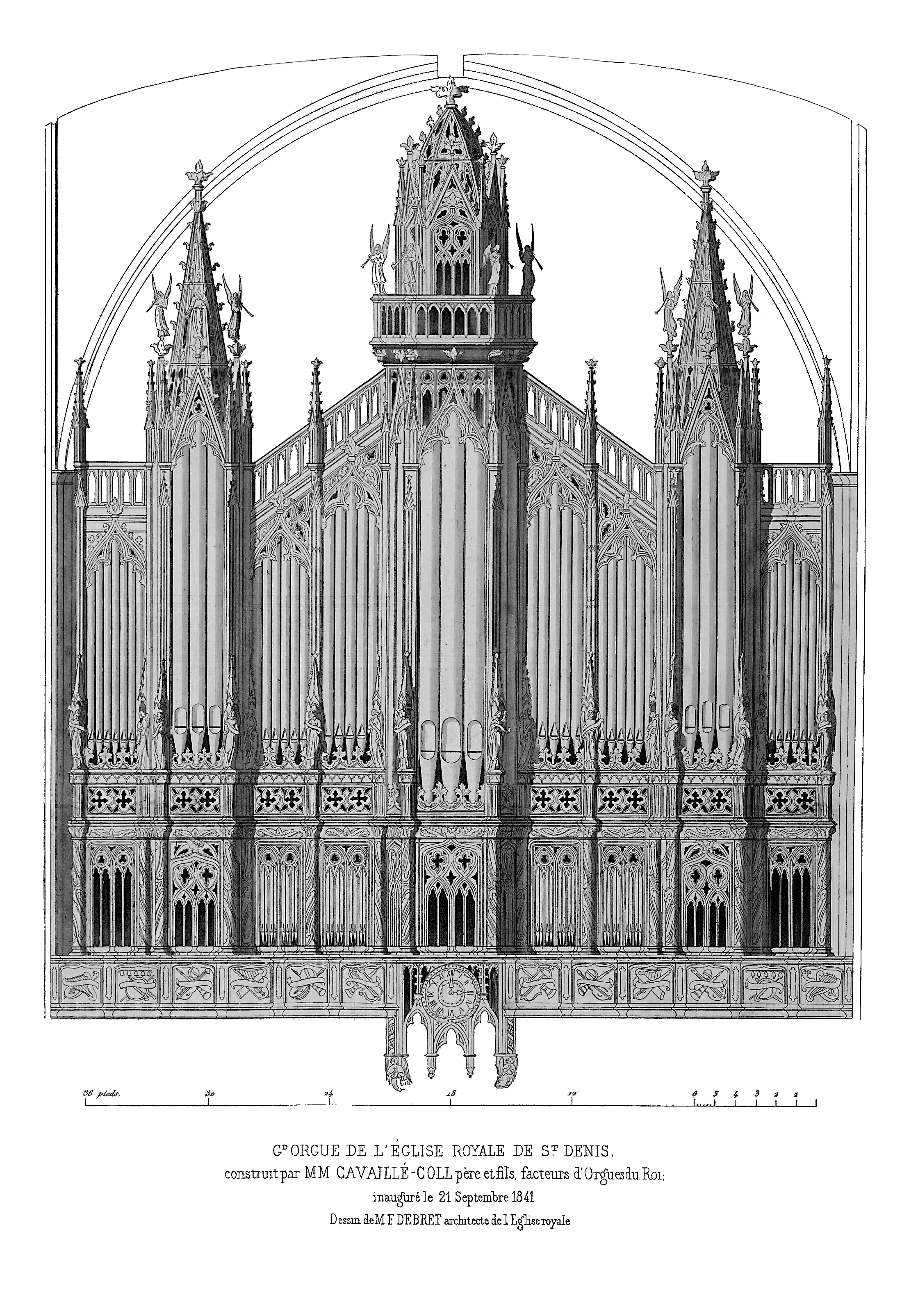
Disegno del nuovo organo di Saint-Denis, costruito da Cavaillé-Coll tra il 1834 e il 1841

Nel 1833 venne indetto un concorso per la costruzione di un nuovo grande organo per la basilica di Saint-Denis, nell'omonima località alle porte di Parigi, in quanto l'organo precedente, costruito alla fine del XVII secolo e considerato uno degli organi migliori della Francia, era stato trafugato in seguito alla Rivoluzione francese. Dopo essere arrivato a Parigi, Aristide Cavaillé-Coll aveva fatto amicizia, grazie ad una lettera di Rossini, con Henri Montan Berton, membro della commissione incaricata di scegliere il miglior progetto per il nuovo organo di Saint-Denis. Saputo del concorso tramite Berton, Cavaillé-Coll volle compiere un sopralluogo nella basilica e in pochi giorni presentò un proprio progetto. I concorrenti di Cavaillé-Coll erano organari famosi: Pierre Erard, John Abbey, Louis Callinet e Louis-Paul Dallery, che aveva rifiutato una richiesta di lavoro da parte dello sconosciuto Cavaillé-Coll. Fu proprio quest'ultimo ad aggiudicarsi l'opera, con contratto stipulato il 2 ottobre 1834, nel quale si stabiliva che dovesse essere costruito in tre anni e mezzo un organo a cinque tastiere e pedaliera con 81 registri, al prezzo di 80.000 franchi; in seguito il prezzo venne alzato a 85.000 franchi e il numero dei registri abbassato a 71.
La realizzazione dello strumento venne condotta, sotto la supervisione di Aristide, anche dal padre e dal fratello, con l'ausilio del falegname André Bouxin e dell'organaro Antoine Sauvage per la costruzione dei somieri e delle canne; la maggior parte del lavoro venne svolta all'interno delle due torri campanarie della basilica, sebbene i Cavaillé-Coll avessero un proprio laboratorio a Parigi in Rue Neuve-Saint-Georges 14, nei pressi della chiesa di Notre-Dame-de-Lorette, per la quale costruirono un organo a tre tastiere e pedaliera e 48 registri nel 1836-1838.
Abbassando il tasto, dal condotto (A), attraverso la valvola d'entrata (1), entra l'aria che fa gonfiare il manticetto (B) il quale, a sua volta, fa chiudere la valvola di uscita (2) e aprire il canale del somiere corrispondente alla nota suonata. Così l'organista non fa pressione sulla meccanica del somiere ma sul manticetto.
Nella costruzione dell'organo di Saint-Denis, si presentò un problema apparentemente irrisolvibile dovuto alle grandi dimensioni dello strumento e alla trasmissione meccanica, l'unico tipo di trasmissione conosciuto allora: quest'ultima, infatti, all'aumentare dei registri e dei manuali, si complica e, a manuali uniti, i tasti diventano molto pesanti nel tocco. La soluzione al problema di creare una trasmissione leggera al tocco ed efficiente si ebbe grazie all'incontro tra Aristide Cavaillé-Coll e l'organaro inglese Charles Spackman Barker (1804-1879). Barker aveva ideato, tra il 1832 e il 1835 un sistema pneumatico per alleggerire il tocco nei grandi organi meccanici, sistema che da lui prese il nome di leva Barker. Cavaillé-Coll, riconoscendo le alte potenzialità di questa macchina, la sviluppò con il suo ideatore per poi applicarla all'organo di Saint-Denis.
L'applicazione della leva Barker all'organo Cavaillé-Coll si ebbe quando la parte strumentale dello strumento era ormai conclusa e si stava procedendo al posizionamento delle canne sui somieri. La cassa dell'organo venne ideata dall'architetto della basilica François Debret che, nel il suo progetto, si ispirò ad alcune miniature medioevali. La costruzione del prospetto, in stile neogotico, venne eseguita dal falegname André Bouxin con decorazioni a rilievi di Blois e Brun.
L'organo, completato in tutte le sue parti, venne inaugurato il 21 settembre 1841. Rispetto al progetto originario, le tastiere erano state ridotte da cinque a tre e i registri da 71 a 69. Le maggiori innovazioni introdotte furono la cassa espressiva e il gran numero di flauti armonici (tutti i flauti di 8', 4' e 2' dei manuali, ad eccezione del Flûte cônique 8' del Grand-Orgue). L'organo aveva tre tastiere di 54 note ciascuna e pedaliera di 30 pedali, con soltanto le prime 25 note reali. La sua disposizione fonica è la seguente:
| I - Positif      |         |
| Bourdon          | 16'     |
| Principal        | 8'      |
| Bourdon          | 8'      |
| Flûte harmonique | 8'      |
| Prestant         | 4'      |
| Bourdon          | 4'      |
| Flûte octaviante | 4'      |
| Nazard           | 2.2/3'  |
| Doublette        | 2'      |
| Octavin          | 2'      |
| Tierce           | 1.3/5'  |
| Fourniture       | 4 rangs |
| Cymbale          | 4 rangs |
| Trompette        | 8'      |
| Cromorne         | 8'      |
| Hautbois         | 8'      |
| Clairon          | 4'      |

| II - Grand Orgue  |         |
| Montre            | 32'     |
| Montre            | 16'     |
| Bourdon           | 16'     |
| Montre            | 8'      |
| Bourdon           | 8'      |
| Flûte cônique     | 8'      |
| Flûte traversière | 8'      |
| Viole             | 8'      |
| Prestant          | 4'      |
| Flûte octaviante  | 4'      |
| Nazard            | 2.2/3'  |
| Doublette         | 2'      |
| Grosse Fourniture | 3 rangs |
| Grosse Cymbale    | 3 rangs |
| Fourniture        | 3 rangs |
| Cymbale           | 3 rangs |
| 1ère Trompette    | 8'      |
| 2ème Trompette    | 8'      |
| Cor anglais       | 8'      |
| Clairon           | 4'      |

| II - Bombarde    |         |
| Bourdon          | 16'     |
| Bourdon          | 8'      |
| Flûte harmonique | 8'      |
| Flûte octaviante | 4'      |
| Nazard           | 2.2/3'  |
| Doublette        | 2'      |
| Cornet           | 5 rangs |
| Bombarde         | 16'     |
| 1ère Trompette   | 8'      |
| 2ème Trompette   | 8'      |
| 1er Clairon      | 4'      |
| 2ème Clairon     | 4'      |

| III - Récit expressif |        |
| Bourdon               | 8'     |
| Flûte harmonique      | 8'     |
| Flûte octaviante      | 4'     |
| Nazard                | 2.2/3' |
| Octavin               | 2'     |
| Trompette             | 8'     |
| Voix humaine          | 8'     |
| Clairon               | 4'     |

| Pédale         |        |
| Flûte          | 32'    |
| Flûte          | 16'    |
| Flûte          | 8'     |
| Violoncelle    | 8'     |
| Quinte         | 5.1/3' |
| Flûte          | 4'     |
| Tierce         | 3.1/5' |
| Contrebombarde | 32'    |
| Bombarde       | 16'    |
| Trompette      | 8'     |
| Basson         | 8'     |
| Clairon        | 4'     |

### Gli anni 1840 e 1850

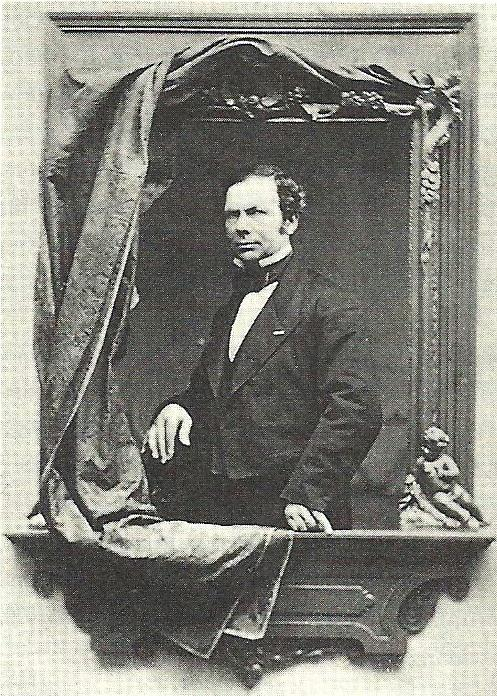
Aristide Cavaillé-Coll in una fotografia di Adolphe Dallemagne nel 1855 circa.

Negli anni quaranta, Aristide Cavaillé-Coll strinse amicizia con Louis James Alfred Lefébure-Wély, organista prima di Saint-Roch (1841-1846), poi della Madeleine (1846-1858) ed infine di Saint-Sulpice (1863-1869). Di lui, Cavaillé-Coll apprezzava molto la capacità di improvvisazione e lo fece suonare molte volte ai concerti inaugurali dei propri strumenti. Tuttavia, nel suo stile, l'organaro vide anche delle limitatezze, in quanto non riusciva a raggiungere le qualità sinfoniche cui egli mirava e che invece trovò nell'organista belga Jacques-Nicolas Lemmens, che conobbe nel 1850. Lemmens, allievo di Adolf Hesse e considerato il custode della tradizione di Johann Sebastian Bach, si dimostrò capace di unire il contrappunto bachiano all'espressività romantica. Tuttavia l'organista, seppur apprezzato, non si stabilì mai in Francia, ma visse soprattutto in Inghilterra, la patria della moglie.
Il 4 febbraio 1854, Aristide Cavaillé-Coll sposò Adèle Blanc, nata a Marsiglia il 5 febbraio 1827. Da lei ebbe sette figli: Cécile (1854-1944); Pierre (1856-1859); Isabelle (1859-1859); Emmanuel (1860-1922); Joseph (1862-1884); Gabriel (1864-1916);; il settimo figlio uscì dal grembo materno già morto, il che causò anche la morte della sua genitrice (20 ottobre 1868).
Nell'aprile del 1854, Cavaillé-Coll trasferì il laboratorio ai numeri 94-96 di rue de Vaugirard, nel VI arrondissement; questo venne allestito all'interno della ex Salle de Concerts Spirituels, già sede del Conservatoire de Musique religieuse, nella quale l'organaro aveva a sua disposizione un grande ambiente con alto soffitto.

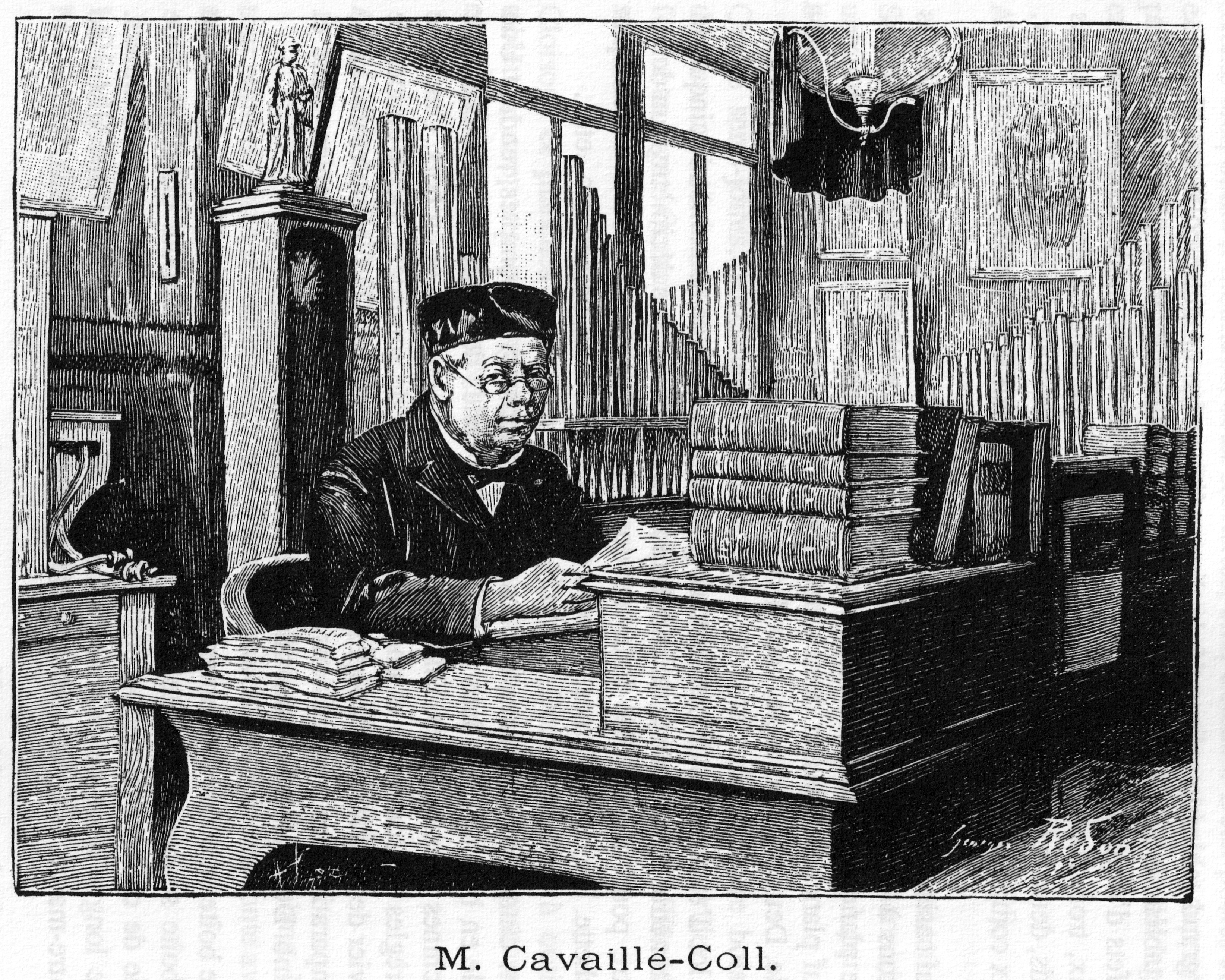
Aristide Cavaillé-Coll nel suo ufficio

Nel 1856 Aristide fondò e assunse la direzione della società per azioni A. Cavaillé-Coll Fils & Cie, la cui forza e il cui successo saranno determinati dalla presenza, al suo interno, di una famiglia unita; nella direzione dell'azienda, dimostrò spirito di marketing e attitudine per gli affari. Cominciò così il periodo di massimo splendore della ditta, che vide aumentare il numero dei dipendenti dai 40 nel 1848 ai 75 nel 1878; fra questi, vi erano Gabriel e Félix Reinburg, stimati intonatori; l'efficienza dell'azienda era dovuta anche alla suddivisione al suo interno in settori specifici, tutti monitorati da Cavaillé-Coll, grazie ai quali potevano essere costruiti organi con una media di 20 circa ogni anno.
All'interno del laboratorio, Cavaillé-Coll aveva un proprio ufficio, dotato di una biblioteca e di un particolare dispositivo di 32 canne grazie al quale era possibile suonare le prime 32 parziali armoniche: egli aveva, difatti, una grande abilità matematica, utilizzata anche per tradurre in formule i suoni prodotti dalla suddetta macchina, ed era amico di scienziati come il matematico Jules Antoine Lissajous e i fisici Félix Savart e Jean Bernard Léon Foucault, che Cavaillé-Coll aiutò nel calcolo accurato della velocità della luce.

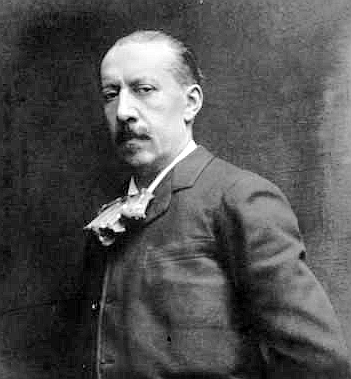
Charles-Marie Widor

L'organaro frequentava anche importanti musicisti e compositori, come Camille Saint-Saëns, Charles Gounod, Louis Niedermeyer, Ambroise Thomas, François-Joseph Fétis e Franz Liszt; aveva inoltre una grande influenza su quella generazione di organisti francesi che poi divenne famosa, tra cui Alexandre Guilmant e Charles-Marie Widor che mandò da Jacques-Nicolas Lemmens per studiare Johann Sebastian Bach, e conobbe, verso la fine della sua vita, anche Louis Vierne e Marcel Dupré.
Ma Cavaillé-Coll dovette anche confrontarsi con la concorrenza, specialmente con l'organaro Joseph Merklin, nato in Germania ma attivo soprattutto in Francia, anche se quest'ultimo era attivo soprattutto in provincia, mentre a Parigi lavorava quasi esclusivamente Cavaillé-Coll.
Tra il 1840 e il 1860 Cavaillé-Coll costruisce alcuni organi importanti. Fra questi vi è l'organo attualmente nella chiesa del Val-de-Grâce, a Parigi, costruito nel 1853 per il Pantheon, riaperto al culto nel 1851 per volere di Napoleone III. Dopo che, nel 1885, in occasione dei funerali di Victor Hugo, la chiesa venne definitivamente sconsacrata, lo strumento venne assegnato alla cappella dell'ospedale del Val-de-Grâce; il trasferimento venne attuato da Merklin che installò una leva Barker e una nuova consolle. Altri strumenti di quegli anni sono quello della cattedrale di Perpignano (1854-1857), quello della cattedrale di Saint-Omer (1855), e quello della basilica di Sainte-Clotilde-et-Sainte-Valère a Parigi (1859).

#### Viaggio in Europa

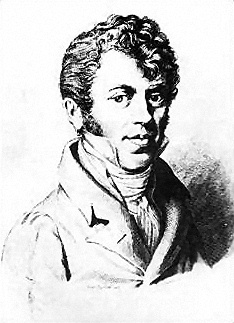
Sigismund von Neukomm

In seguito al successo avuto con la costruzione dell'organo della basilica di Saint-Denis, alla ditta Cavaillé-Coll venne affidata la costruzione e la revisione di vari organi, tra i quali quello della chiesa parigina di Saint-Roch (1842). Nel 1844, Aristide decise di intraprendere un viaggio in Europa per studiare i differenti tipi di scuole organarie; l'itinerario, che prevedeva come tappe Strasburgo, Rouffach, Berna, Friburgo, Zurigo, Winterthur, Stoccarda, Francoforte, Colonia, Haarlem, Rotterdam, Utrecht, Londra, venne scelto dal compositore austriaco Sigismund von Neukomm, il quale fornì anche all'organaro delle lettere di presentazione.
A Strasburgo, Cavaillé-Coll visitò l'organo della cattedrale, di Andreas e Johann Andreas Silbermann che, in una lettera del 22 settembre, paragonò, per pregi e difetti, agli antichi organi francesi:
(Aristide Cavaillé-Coll, lettera del 22 settembre 1844)

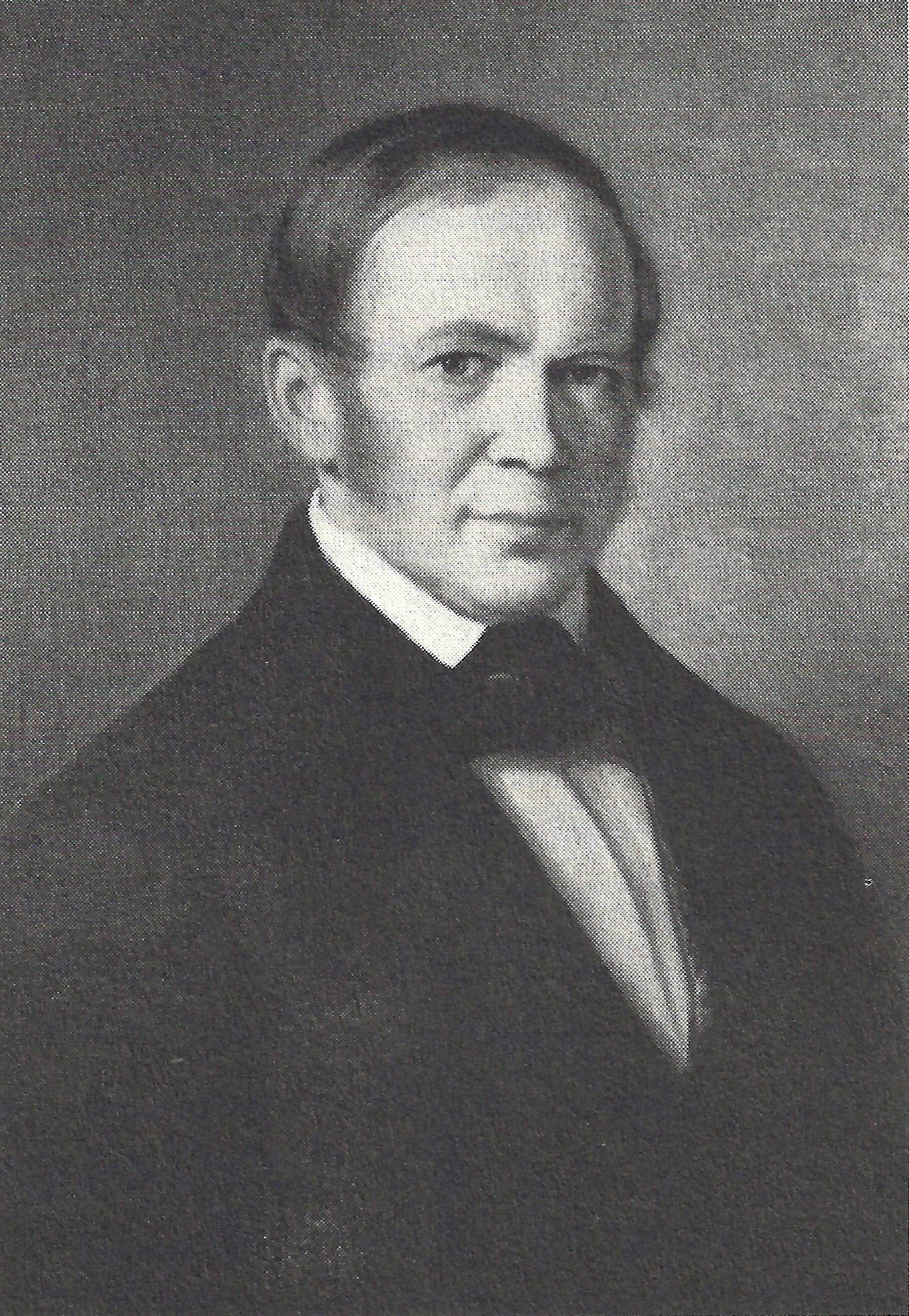
Eberhard Friedrich Walcker

Dopo la visita alla cattedrale di Friburgo, il cui organo maggiore, costruito nel 1834 da Aloys Mooser, trovò acusticamente troppo debole rispetto al luogo in cui si trovava, a Ludwigsburg Cavaillé-Coll ebbe occasione di incontrare e conoscere l'organaro tedesco Eberhard Friedrich Walcker, con il quale strinse amicizia, e il nipote di quest'ultimo, Carl Gottlob Weigle. Di Walcker apprezzò l'organo romantico della Paulskirche di Francoforte, costruito nel 1833 (opus 6), con tre tastiere e pedaliera e 74 registri, soprattutto i fondi, mentre rilevò l'assenza di carattere dei registri ad ancia e solisti:
(Aristide Cavaillé-Coll, lettera del 10 ottobre 1844)
Successivamente, Cavaillé-Coll si recò dapprima a Colonia, poi nei Paesi Bassi, nelle città di Rotterdam, Utrecht e Haarlem, dove vide l'organo della chiesa di San Bavone e prese contatti con l'organaro Jonathan Bätz. Al termine del viaggio, visitò le città inglesi di Londra e Birmingham; nell'ultima città, visitò l'organo della Town Hall, costruito nel 1834 da William Hills e caratterizzato da una mostra di 32' che Cavaillé-Coll definì abominevole poiché le canne di cui era composta gli ricordavano delle grondaie.

#### Organo della Madeleine a Parigi
Dopo il ritorno in Francia dal viaggio in Europa, Aristide Cavaillé-Coll vinse, nel 1845, il concorso per la costruzione di un grande organo a canne da collocarsi nella parigina chiesa della Madeleine, per la quale, nel 1842, aveva già realizzato un organo corale. Lo strumento, costato alla parrocchia 73.000 franchi, venne ultimato nel 1846 e inaugurato il 29 ottobre dello stesso anno.

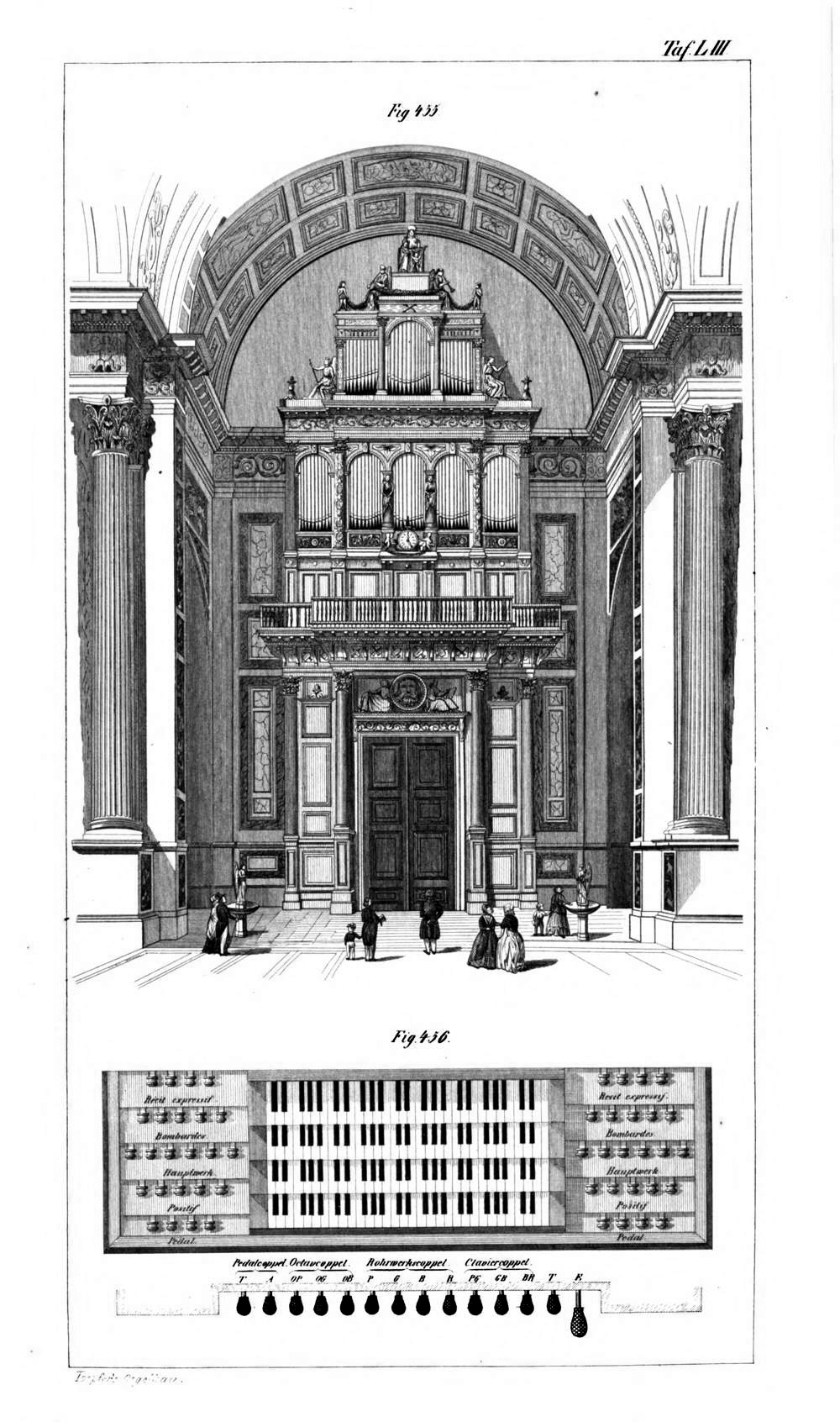
L'organo della Madeleine

Il nuovo organo aveva 48 registri su quattro tastiere e pedaliera ed una disposizione fonica innovativa: essa constava in un gran numero di fondi di 16', 8' e 4' e di registri ad ancia, mentre aveva un numero limitato di ripieni e soltanto una mutazione semplice, di 2.2/3'; inoltre veniva per la prima volta introdotto il registro di Voce celeste. Di seguito è riportata la disposizione fonica originaria dello strumento:
| I - Grand-Orgue  |         |
| Montre           | 16'     |
| Gambe            | 16'     |
| Montre           | 8'      |
| Salicional       | 8'      |
| Flûte harmonique | 8'      |
| Bourdon          | 8'      |
| Prestant         | 4'      |
| Quinte           | 2.2/3'  |
| Doublette        | 2'      |
| Fourniture       | 5 rangs |
| Cymbale          | 5 rangs |
| Trompette        | 8'      |
| Cor anglais      | 8'      |

| II - Positif |    |
| Montre       | 8' |
| Flûte douce  | 8' |
| Voix céleste | 8' |
| Prestant     | 4' |
| Dulciane     | 4' |
| Octavin      | 2' |
| Trompette    | 8' |
| Musette      | 8' |
| Clairon      | 4' |

| III - Bombarde    |     |
| Soubasse          | 16' |
| Flûte harmonique  | 8'  |
| Flûte traversière | 8'  |
| Basse             | 8'  |
| Flûte octaviante  | 4'  |
| Octavin           | 2'  |
| Bombarde          | 16' |
| Trompette         | 8'  |
| Clairon           | 4'  |

| IV - Récit expressif |    |
| Flûte harmonique     | 8' |
| Flûte octaviante     | 4' |
| Bombarde             | 16 |
| Trompette            | 8' |
| Basson-hautbois      | 8' |
| Voix humaine         | 8' |
| Clairon              | 4' |
| Trémolo              |    |

| Pédale      |     |
| Quintaton   | 32' |
| Contrebasse | 16' |
| Flûte       | 8'  |
| Violoncelle | 8'  |
| Bombarde    | 16' |
| Basson      | 16' |
| Trompette   | 8'  |
| Clairon     | 4'  |

La disposizione fonica dello strumento, considerata assolutamente innovativa per l'epoca, suscitò pareri discordanti. Il presidente della commissione che aveva approvato il progetto, Pierre-Armand Séguier, membro dell'Accademia francese delle scienze, si pronunciò a favore del nuovo organo, approvandolo senza riserve per le innovazioni introdotte da Cavaillé-Coll come i pedaletti, per i registri e per la complessa meccanica, lodando il suo costruttore per aver ideato e costruito uno strumento da lui considerato un capolavoro.
Parole di elogio per il nuovo strumento si ebbero anche da importanti organisti come Louis James Alfred Lefébure-Wély, che successivamente diventerà organista titolare alla Madeleine; anche l'organista tedesco Adolf Hesse era rimasto soddisfatto dell'organo, reputandolo adatto anche all'esecuzione del repertorio di Johann Sebastian Bach.
Tuttavia ebbe anche aspre critiche per il particolare strumento che aveva costruito; colui che maggiormente lo attaccò fu Félix Danjou, organista presso la cattedrale di Notre-Dame che aveva fondato, nel 1838, insieme a Louis Callinet e Théodore Sauer, la ditta organaria Daublaine-Callinet. Danjou, che auspicava una riforma contro la musica profana e lirica in chiesa, non tollerava l'utilizzo degli organi nelle chiese per manifestazioni e concerti laici; spesso, in tal frangente, l'organo e l'orchestra suonavano insieme e l'organista notava come di recente l'organo tendesse ad imitare l'orchestra. Nella sua Revue de la musique religieuse, populaire et classique, Danjou, se da una parte rimase soddisfatto degli elevati standard tecnici dell'organo della Madeleine, criticò lo stesso strumento dal punto di vista fonico: l'organista lamentò la presenza di molti registri di derivazione orchestrale e di una cassa espressiva troppo spessa, più adatta, a suo parere, per scopi profani che religiosi.

#### Organo di Saint-Vincent-de-Paul a Parigi
Aristide Cavaillé-Coll, nel 1845, aveva avanzato due proposte alla chiesa di Saint-Vincent-de-Paul di Parigi (edificata tra il 1830 e il 1844) per la costruzione di un grande organo, che gli venne affidata soltanto nel 1849.
Allo strumento era stata riservata, dal progettista, la cantoria in controfacciata, anche con la funzione di unire i due matronei, tripartita in campate da due colonne. Della cantoria, Cavaillé-Coll utilizzò le due campate laterali lasciando libera quella centrale con rosone, ponendo in quest'ultima la consolle. Lo strumento venne ultimato nel 1851 e inaugurato il 26 gennaio 1852 con un concerto in cui si esibirono Lefebure-Wely e il tedesco Johann Peter Cavallo, primo organista titolare di Saint-Vincent-de-Paul.
L'organo, considerato una delle opere più notevoli di Cavaillé-Coll e dichiarato monumento storico di Francia il 12 maggio 1980, aveva tre tastiere di 56 note ciascuna, pedaliera dritta di 25 note e 47 registri per un totale di 2669 canne; la sua disposizione fonica, riportata di seguito, a differenza di quella dell'organo della Madeleine, presentava un maggior numero di registri di mutazione, sia semplici, sia composti:
| I - Positif expressif |         |
| Bourdon               | 16'     |
| Principal             | 8'      |
| Bourdon               | 8'      |
| Flûte harmonique      | 8'      |
| Salicional            | 8'      |
| Unda maris            | 8'      |
| Principal             | 4'      |
| Flûte                 | 4'      |
| Quinte                | 2.2/3'  |
| Doublette             | 2'      |
| Tierce                | 1.3/5'  |
| Larigot               | 1.1/3'  |
| Plein-Jeu             | 4 rangs |
| Trompette             | 8'      |
| Cromorne              | 8'      |
| Clairon               | 4'      |

| II - Grand Orgue |         |
| Montre           | 16'     |
| Bourdon          | 16'     |
| Montre           | 8'      |
| Bourdon          | 8'      |
| Flûte harmonique | 8'      |
| Salicional       | 8'      |
| Grande quinte    | 5.1/3'  |
| Prestant         | 4'      |
| Flûte            | 4'      |
| Grande           | 3.1/5'  |
| Quinte           | 2.2/3'  |
| Octavin          | 2'      |
| Tierce           | 1.3/5'  |
| Fourniture       | 5 rangs |
| Cymbale          | 3 rangs |
| Bombarde         | 16'     |
| Trompette        | 8'      |
| Basson           | 8'      |
| Clairon          | 4'      |

| III - Recit expressif |         |
| Quintaton             | 16'     |
| Diapason              | 8'      |
| Bourdon               | 8'      |
| Gambe                 | 8'      |
| Voix céleste          | 8'      |
| Flûte                 | 8'      |
| Principal             | 4'      |
| Flûte                 | 4'      |
| Nasard                | 2.2/3'  |
| Octavin               | 2'      |
| Tierce                | 1.3/5'  |
| Plein-Jeu             | 5 rangs |
| Cymbale               | 4 rangs |
| Bombarde              | 16'     |
| Trompette             | 8'      |
| Cor anglais           | 8'      |
| Voix humaine          | 8'      |
| Clairon               | 4'      |
| Tremblant             |         |

| Pédale    |         |
| Bourdon   | 32'     |
| Soubasse  | 16'     |
| Gambe     | 16'     |
| Flûte     | 16'     |
| Bourdon   | 8'      |
| Gambe     | 8'      |
| Flûte     | 8'      |
| Flûte     | 4'      |
| Gambe     | 4'      |
| Plein-Jeu | 5 rangs |
| Bombarde  | 16'     |
| Trompette | 8'      |
| Clairon   | 4'      |

#### Organo di Saint-Sulpice a Parigi
Nel 1855 venne richiesto a Cavaillé-Coll di svolgere un lavoro di manutenzione e messa a punto sull'organo della parigina chiesa di Saint-Sulpice. Lo strumento era stato costruito nel 1781 da François-Henri Clicquot con cassa progettata dalla particolare forma concava progettata da Jean Chalgrin, ed era stato restaurato ed ampliato tra il 1834 e il 1846 dapprima da Louis Callinet, poi dalla Société Girard e infine da Ducroquet; tuttavia l'esito di tale intervento non lasciò soddisfatto né il clero parrocchiale, né l'organista, tanto che, quando Cavaillé-Coll propose, dopo il 1855, una ricostruzione dello strumento, la proposta venne accettata: i lavori cominciarono nel 1857 per terminare nel 1862.
Cavaillé-Coll costruì uno strumento grandioso, con 100 registri, paragonabile soltanto ai due organi considerati all'epoca i migliori: quello della cattedrale di Liverpool, costruito da Henry Wills, e quello del duomo di Ulma, di Walcker. Nell'organo di Saint-Sulpice, Cavaillé-Coll introdusse una nuova tipologia di consolle: a differenza delle consolle precedenti, che avevano i pomelli dei registri posti parallelamente alle tastiere, in essa questi, dato il loro alto numero, per facilitare l'organista, erano stati disposti a semicerchio. Un'altra innovazione fu l'introduzione di una combinazione, possibile grazie alla Leva Barker.
Lo strumento venne suonato pubblicamente per la prima volta il 19 aprile 1862 per la Veglia pasquale; il concerto inaugurale ebbe luogo il seguente 29 aprile e vi suonarono tra gli altri Alexandre Guilmant, César Franck, Camille Saint-Saëns, e l'organista titolare Georges Schmitt.
Successivamente, l'organo venne modificato con la sostituzione e l'aggiunta di alcuni registri; poco dopo la sua costruzione, ad esempio, il nuovo organista titolare, Louis James Alfred Lefébure-Wély, fece aggiungere a Cavaillé-Coll tre accessori: un pedaletto per simulare il rumore del tuono, un congegno per simulare il rumore della grandine e un Usignolo.
Di seguito la disposizione fonica originaria dello strumento:
| I - Grand-Chœur   |         |
| Salicional        | 8'      |
| Octave            | 4'      |
| Grosse fourniture | 4 rangs |
| Grosse cymbale    | 6 rangs |
| Plein jeu         | 4 rangs |
| Cornet            | 5 rangs |
| Bombarde          | 16'     |
| Basson            | 16'     |
| 1ère Trompette    | 8'      |
| 2ème Trompette    | 8'      |
| Basson            | 8'      |
| Clairon           | 4'      |
| Clairon doublette | 2'      |

| II - Grand-Orgue     |         |
| Principal harmonique | 32'-16' |
| Montre               | 16'     |
| Bourdon              | 16'     |
| Flûte conique        | 16'     |
| Montre               | 8'      |
| Diapason             | 8'      |
| Bourdon              | 8'      |
| Flûte harmonique     | 8'      |
| Flûte traversière    | 8'      |
| Flûte a pavillon     | 8'      |
| Quinte               | 5.1/3'  |
| Prestant             | 4'      |
| Doublette            | 2'      |

| III - Bombarde   |         |
| Soubasse         | 16'     |
| Flûte conique    | 16'     |
| Principal        | 8'      |
| Flûte harmonique | 8'      |
| Bourdon          | 8'      |
| Gambe            | 8'      |
| Violoncelle      | 8'      |
| Keraulophone     | 8'      |
| Flûte octaviante | 4'      |
| Prestant         | 4'      |
| Grosse quinte    | 5.1/3'  |
| Octave           | 4'      |
| Grosse tierce    | 3.1/5'  |
| Quinte           | 2.1/3'  |
| Octavin          | 2'      |
| Cornet           | 5 rangs |
| Bombarde         | 16'     |
| Trompette        | 8'      |
| Clairon          | 4'      |
| Baryton          | 8'      |

| IV - Positif         |           |
| Violon basse         | 16'       |
| Quintaton            | 16'       |
| Quintaton            | 8'        |
| Flûte traversière    | 8'        |
| Salicional           | 8'        |
| Viole de gambe       | 8'        |
| Unda maris           | 8'        |
| Flûte douce          | 4'        |
| Flûte octaviante     | 4'        |
| Dulciane             | 4'        |
| Quinte               | 2.2/3'    |
| Doublette            | 2'        |
| Tierce               | 1.3/5'    |
| Larigot              | 1.1/3'    |
| Piccolo              | 1'        |
| Plein jeu harmonique | 3-6 rangs |
| Trompette            | 8'        |
| Carinette            | 8'        |
| Clairon              | 4'        |
| Euphone              | 8'        |

| V - Récit expressif  |         |
| Quintaton            | 16'     |
| Bourdon              | 8'      |
| Violoncelle          | 8'      |
| Prestant             | 4'      |
| Doublette            | 2'      |
| Fourniture           | 4 rangs |
| Cymbale              | 5 rangs |
| Basson et hautbois   | 8'      |
| Voix humaine         | 8'      |
| Cromorne             | 8'      |
| Cor anglais          | 16'     |
| Voix céleste         | 8'      |
| Flûte harmonique     | 8'      |
| Flûte octaviante     | 4'      |
| Dulciana             | 4'      |
| Nazard               | 2.2/3'  |
| Octavin              | 2'      |
| Cornet               | 5 rangs |
| Bombarde             | 16'     |
| Trompette            | 8'      |
| Trompette harmonique | 8'      |
| Trémolo              |         |

| Pédale          |     |
| Principal       | 32' |
| Contre-basse    | 16' |
| Soubasse        | 16' |
| Flûte           | 8'  |
| Violoncelle     | 8'  |
| Flûte           | 4'  |
| Contre-bombarde | 32' |
| Bombarde        | 16' |
| Basson          | 16' |
| Trompette       | 8'  |
| Ophicléide      | 8'  |
| Clairon         | 4'  |

### Dal 1860 al 1890

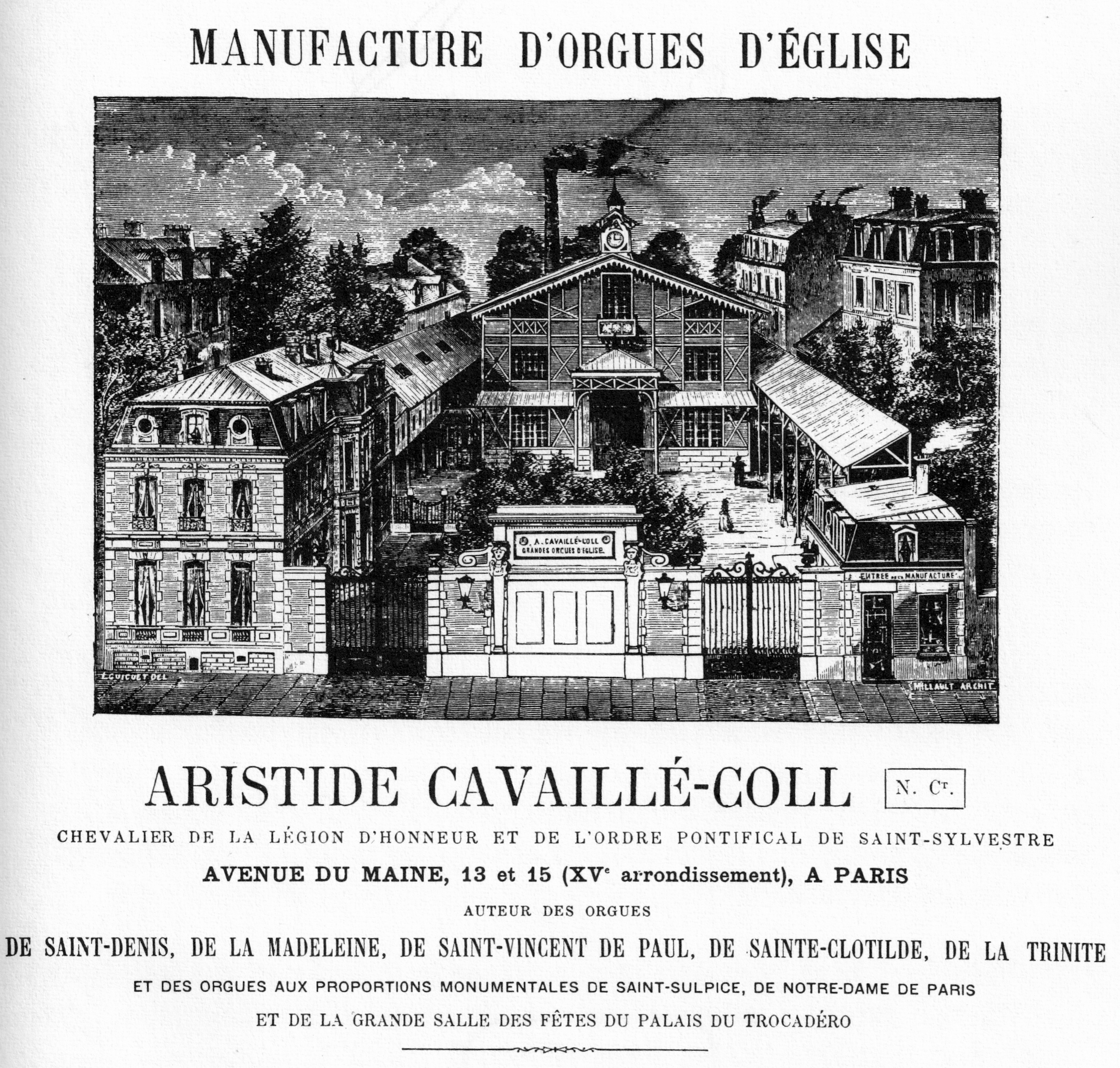
La sede della ditta in Avenue du Maine 13-15

Il grande successo della ditta venne oscurato da gravi lutti nella vita privata di Aristide Cavaillé-Coll: nel 1862 morì sua madre e nel 1868 si spense sua moglie nel dare alla luce il settimo figlio, nato morto.
Nel 1866 la ditta dovette lasciare i locali di Rue de Vaugirard: l'edificio comprendente la ex Salle de Concerts Spirituels venne espropriato per essere demolito nell'ambito della nuova pianificazione urbanistica di Parigi ideata dal Barone Haussmann. Aristide Cavaillé-Coll, nel 1868, scelse e acquistò come nuova sede dell'azienda un complesso situato ai numeri 13 e 15 di Avenue du Maine, già sede di una sala da ballo pubblica e di una caffetteria, costituito da un'abitazione, che divenne la residenza dell'organaro, dalla ex sala per le danze, trasformata in sala per l'esposizione di nuovi strumenti, e da vari edifici adibiti ad industria.

#### Esportazioni in America
A partire dal 1860, la ditta vide un incremento notevole di commesse di organi per il continente americano, iniziato nel 1850 con la costruzione di uno strumento per la cappella privata della residenza di Andrés de Santa Cruz. Mentre per l'America del Nord costruì prevalentemente organi di dimensioni ridotte, con una o due tastiere e pedaliera e con un numero limitato di registri, per l'America del Sud realizzò strumenti anche più grandi, come quello della cattedrale di Buenos Aires.

#### Esportazioni in Gran Bretagna
A partire dalla fine degli anni sessanta, a causa della guerra franco-prussiana, gli ordini provenienti dalla Francia diminuirono drasticamente e, per compensare, Cavaillé-Coll espanse il suo commercio nella Gran Bretagna. Qui le creazioni dell'organaro francese erano molto ammirate ma, dati gli alti costi, non erano stati ancora stipulati contratti con lui. Il primo ordine che giunse da oltremanica fu da parte del convento carmelitano di Kensington, Londra, e l'organo costruito aveva 24 registri su due tastierea e pedaliera; di tale strumento, inaugurato con un concerto di Charles-Marie Widor e di Alexandre Guilmant, rimasero entusiasti anche l'organista William Thomas Best e il parlamentare John Turner Hopwood, e quest'ultimo commissionò a Cavaillé-Coll, nel 1870, la costruzione di un organo per la propria residenza.

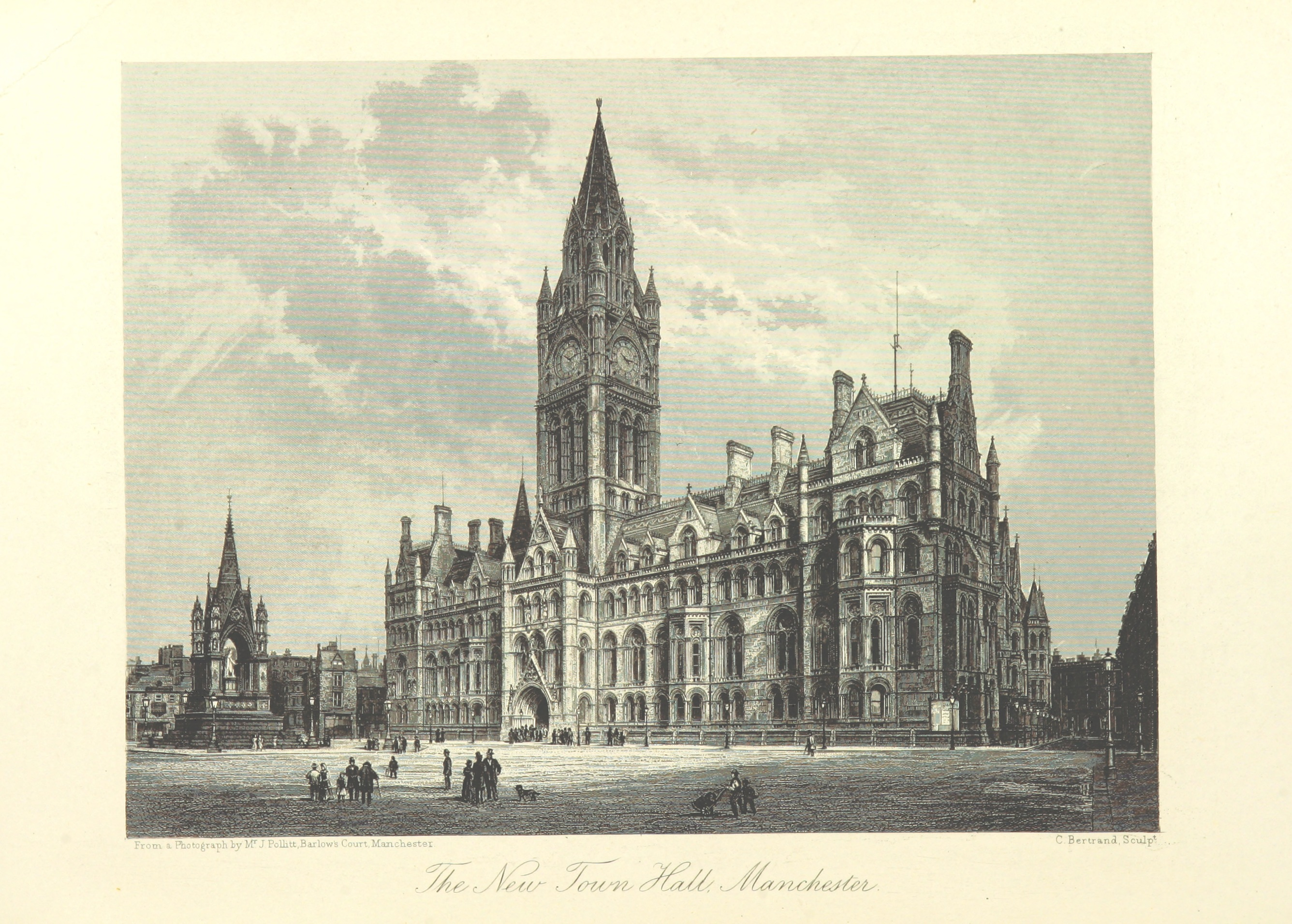
La Town Hall di Manchester in un'incisione del 1891

L'organo a canne più grande costruito da Cavaillé-Coll in Gran Bretagna fu quello della Albert Hall di Sheffield, nel South Yorkshire, realizzato tra il 1871 e il 1873 ed in seguito ampliato dallo stesso costruttore nel 1893. Lo strumento aveva 64 registri suddivisi su quattro tastiere di 61 note ciascuna e pedaliera di 30 note. Un altro grande strumento di Cavaillé-Coll in Gran Bretagna fu quello della Town Hall di Manchester, con 48 registri su quattro tastiere e pedaliera, apprezzato anche da James Kendrick Pyne, organista della cattedrale di Manchester, che disse in merito:
(James Kendrick Pyne, rapporto alla Corporation of Manchester (21 aprile 1893))
Degli organi di Cavaillé-Coll, oltremanica era particolarmente apprezzata l'intonazione, soprattutto per quanto riguardava i principali, i flauti e i registri ad ancia.

#### Organo di Notre-Dame a Parigi

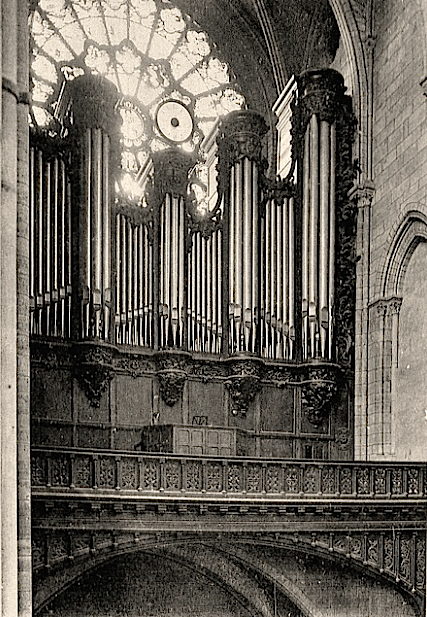
L'organo di Notre-Dame in una fotografia del 1900 circa

Nel 1860, nell'ambito degli importanti restauri conservativi alla cattedrale di Notre-Dame condotti da Eugène Viollet-le-Duc, quest'ultimo chiese ad Aristide Cavaillé-Coll un progetto con preventivo per un organo da collocarsi nella chiesa in luogo dello strumento già esistente. Il 30 marzo dello stesso anno, l'organaro presentò una proposta per un organo a quattro tastiere e pedaliera con un totale di 64 registri, rifiutata perché considerata troppo onerosa.
Il 28 ottobre 1862, Joseph Merklin presentò un proprio progetto per un nuovo organo; Cavaillé-Coll, venuto a sapere ciò, ne preparò un altro che presentò il 23 dicembre successivo insieme ad una petizione sottoscritta da importanti esponenti del mondo politico e musicale, tra cui anche Gioachino Rossini. Il contratto con Cavaillé-Coll venne firmato il 15 luglio 1863, con l'impegno da parte dell'organaro di consegnare lo strumento entro due anni; tuttavia questo non venne ultimato che nel dicembre del 1867. Tale ritardo fu causato anche dalla decisione di Viollet-le-Duc, in corso d'opera, di rimuovere il positivo tergale, costringendo l'organaro a integrare il suo materiale fonico all'interno della cassa principale; di conseguenza, Cavaillé-Coll, non sentendosi più vincolato al progetto originario, ideò una nuova disposizione fonica, con 86 registri su cinque tastiere e pedaliera:
| I - Grand Chœur |        |
| Principal       | 8'     |
| Bourdon         | 8'     |
| Prestant        | 4'     |
| Quinte          | 2.2/3' |
| Doublette       | 2'     |
| Tierce          | 1.3/5' |
| Larigot         | 1.1/3' |
| Septième        | 1.1/7' |
| Piccolo         | 1'     |
| Tuba magna      | 16'    |
| Trompette       | 8'     |
| Clairon         | 4'     |

| II - Grand-Orgue |           |
| Violon Basse     | 16'       |
| Bourdon          | 16'       |
| Montre           | 8'        |
| Viole de Gambe   | 8'        |
| Flûte harmonique | 8'        |
| Bourdon          | 8'        |
| Prestant         | 4'        |
| Octave           | 4'        |
| Doublette        | 2'        |
| Fourniture       | 2-5 rangs |
| Cymbale          | 2-5 rangs |
| Basson           | 16'       |
| Basson-hautbois  | 8'        |
| Clairon          | 4'        |

| III - Bombarde   |           |
| Principal-basse  | 16'       |
| Sous-basse       | 16'       |
| Principal        | 8'        |
| Flûte harmonique | 8'        |
| Quinte           | 5.1/3'    |
| Octave           | 4'        |
| Grosse tierce    | 3.1/5'    |
| Quinte           | 2.2/3'    |
| Septième         | 2.2/7'    |
| Doublette        | 2'        |
| Cornet           | 2-5 rangs |
| Bombarde         | 16'       |
| Trompette        | 8'        |
| Clairon          | 4'        |

| IV - Positif     |           |
| Montre           | 16'       |
| Bourdon          | 16'       |
| Salicional       | 8'        |
| Unda maris       | 8'        |
| Flûte harmonique | 8'        |
| Bourdon          | 8'        |
| Prestant         | 4'        |
| Flûte douce      | 4'        |
| Nazard           | 2.2/3'    |
| Doublette        | 2'        |
| Piccolo          | 1'        |
| Plein-Jeu        | 3-6 rangs |
| Clarinette-basse | 16'       |
| Cromorne         | 8'        |
| Clarinette aiguë | 4'        |

| V - Récit expressif |           |
| Quintaton           | 16'       |
| Quintaton           | 8'        |
| Viole de gambe      | 8'        |
| Voix céleste        | 8'        |
| Flûte traversière   | 8'        |
| Dulciane            | 4'        |
| Flûte octaviante    | 4'        |
| Quinte              | 2.2/3'    |
| Octavin             | 2'        |
| Cornet              | 3-5 rangs |
| Bombarde            | 16'       |
| Trompette           | 8'        |
| Basson-hautbois     | 8'        |
| Clarinette          | 8'        |
| Voix humaine        | 8'        |
| Clairon             | 4'        |

| Pédale          |         |
| Principal-basse | 32'     |
| Contre-basse    | 16'     |
| Sous-basse      | 16'     |
| Grosse quinte   | 10.2/3' |
| Flûte           | 8'      |
| Violoncelle     | 8'      |
| Grosse tierce   | 6.2/5'  |
| Quinte          | 5.1/3'  |
| Septième        | 4.4/7'  |
| Octave          | 4'      |
| Contre-bombarde | 32'     |
| Bombarde        | 16'     |
| Basson          | 16'     |
| Trompette       | 8'      |
| Basson          | 8'      |
| Clairon         | 4'      |

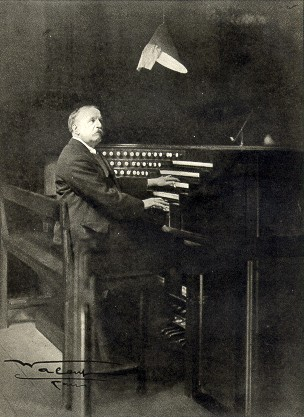
Louis Vierne alla consolle dell'organo Cavaillé-Coll della cattedrale di Notre-Dame

Rispetto alla disposizione di Saint-Sulpice, quella di Notre-Dame presentava varie differenze: a parità di numero di registri ad ancia, vennero introdotti nuovi tipi di mutazioni semplici, come quelle in quinta di 1.1/3' e in settima, mentre il Grand-Orgue venne nuovamente dotato di ripieni ed ance. La consolle, sullo stile di quella di Saint-Sulpice, aveva i pomelli dei registri posti a semicerchio ai lati delle tastiere, ma presentava un'innovazione nel comando delle griglie dell'espressione, non più a pedaletto posto alla destra di tutti gli altri, ma a staffa posta al centro.
Lo strumento venne suonato per la prima volta per il Natale del 1867, ma il suo concerto inaugurale si tenne il 6 marzo successivo e vi presero parte i più importanti organisti francesi dell'epoca: Alexis Chauvet, Auguste Durand, César Franck, Alexandre Guilmant, Clément Loret, Camille Saint-Saëns e Charles-Marie Widor. Fu nominato organista titolare Eugène Sergent, cui successe nel 1900 Louis Vierne.
Nel 1882, in seguito ad un cedimento di 10 centimetri della cantoria, costruita da Viollet-le-Duc e criticata da Cavaillé-Coll perché posta troppo in alto, l'organaro dovette smontare completamente l'organo per regolarne nuovamente la trasmissione, compito che portò a termine nel 1894.
Anche se la costruzione dei due organi di Saint-Sulpice e di Notre-Dame procurò a Cavaillé-Coll una fama sempre maggiore, fu anche foriera di grandi oneri, tanto che una minima parte del personale della ditta dovette essere licenziato.

#### Progetto per l'organo di San Pietro in Vaticano
Nel 1875 Aristide Cavaillé-Coll rese pubblico il suo progetto per un grande organo a canne da collocarsi nella basilica di San Pietro in Vaticano che era sprovvista di uno strumento adeguato. Questo venne presentato lo stesso anno a papa Pio IX dall'organaro, che venne ricevuto in udienza grazie all'interessamento di Jacques-Nicolas Lemmens. Tuttavia, nonostante dimostrazioni di grande stima, il pontefice non diede una risposta definitiva, affermativa o negativa, né prima, né dopo, tanto da scoraggiare Cavaillé-Coll; fra i sostenitori di quest'ultimo, vi era anche Franz Liszt, che accusò apertamente il capitolo vaticano di boicottaggio. Un nuovo tentativo fu fatto con il nuovo pontefice, Leone XIII, nel 1887, in occasione del suo cinquantesimo anniversario di ordinazione sacerdotale, e in tale occasione venne donato al papa un modello in scala 1:10; anche questa volta l'impresa non ebbe successo.
La proposta di Cavaillé-Coll per la basilica vaticana consisteva in un grande organo con 8.316 canne, per un totale di 124 registri suddivisi su cinque tastiere e pedaliera. La disposizione fonica era tipicamente di tipo sinfonico-francese, con molti registri di mutazione e registri ad ancia. L'organo doveva essere situato in controfacciata, sopra una cantoria appositamente costruita e progettata dall'architetto francese Alphonse Simil, autore anche del disegno della cassa; quest'ultima doveva essere ispirata a quelle classiche francesi, con mostra di 32', e caratterizzata da una statua raffigurante San Pietro posta al suo centro.
Di seguito la disposizione fonica del progetto:
| I - Grand-Orgue      |         |
| Montre               | 16'     |
| Bourdon              | 16'     |
| Montre               | 8'      |
| Flûte harmonique     | 8'      |
| Diapason             | 8'      |
| Viole de gambe       | 8'      |
| Bourdon              | 8'      |
| Dulciana             | 8'      |
| Grosse quinte        | 5.1/3'  |
| Prestant             | 4'      |
| Flûte                | 4'      |
| Octave               | 4'      |
| Quinte               | 2.2/3'  |
| Doublette            | 2'      |
| Grande fourniture    | 4 rangs |
| Grosse cymbale       | 5 rangs |
| Fourniture           | 3 rangs |
| Cymbale              | 4 rangs |
| Basson               | 16'     |
| Trompette harmonique | 8'      |
| Basson               | 8'      |
| Clairon              | 4'      |

| I - Grand-Chœur         |        |
| Basse acoustique        | 16'    |
| Grosse flûte harmonique | 16'    |
| Violoncelle             | 8'     |
| Flûte harmonique        | 8'     |
| Diapason                | 8'     |
| Unda maris              | 8'     |
| Prestant                | 4'     |
| Flûte octaviante        | 4'     |
| Octavin                 | 2'     |
| Grand cornet 5 rangs    | 8'     |
| Sesquialtera 3 rangs    | 8'     |
| Tuba magna              | 16'    |
| Tuba mirabilis          | 8'     |
| Quinte trompete         | 5.1/3' |
| Clairon                 | 4'     |
| Clairon doublette       | 2'     |

| II - Bombarde         |        |
| Principale basse      | 16'    |
| Quintatön             | 16'    |
| Flûte harmonique      | 8'     |
| Flûte conique         | 8'     |
| Kéraulophone          | 8'     |
| Bourdon               | 8'     |
| Grosse flûte          | 4'     |
| Octave                | 4'     |
| Grosse tierce         | 3.1/5' |
| Nazard                | 2.2/3' |
| Septième              | 2.2/7' |
| Octavin               | 2'     |
| Grosse cornet 5 rangs | 16'    |
| Bombarde              | 16'    |
| Trompette             | 8'     |
| Clairon               | 4'     |

| IV - Récit expressif |     |
| Bourdon              | 16' |
| Corni dolci          | 16' |
| Flûte harmonique     | 8'  |
| Flûte à pavillon     | 8'  |
| Viole de gambe       | 8'  |
| Voix céleste         | 8'  |
| Dulciana             | 4'  |
| Flûte octaviante     | 4'  |
| Octave               | 4'  |
| Flageolet            | 2'  |
| Musette              | 8'  |
| Voix humaine         | 8'  |
| Basson               | 16' |
| Trompette harmonique | 8'  |
| Clairon harmonique   | 4'  |
| Cornet de 5 rangs    | 8'  |
| Trémolo              |     |

| III - Positif        |        |
| Violon Basse         | 16'    |
| Bourdon              | 16'    |
| Flûte traversière    | 8'     |
| Diapason             | 8'     |
| Salicional           | 8'     |
| Cor de nuit          | 8'     |
| Voix angélique       | 8'     |
| Flûte douce          | 4'     |
| Dulciana             | 4'     |
| Quinte               | 2.2/3' |
| Doublette            | 2'     |
| Plein jeu 5 rangs    | 8'     |
| Cor d'harmonie       | 16'    |
| Trompette harmonique | 8'     |
| Cromorne             | 8'     |
| Basson et hautbois   | 8'     |

| V - Solo expressif           |        |
| Soubasse                     | 16'    |
| Flûte Conique                | 16'    |
| Flûte traversière harmonique | 8'     |
| Diapason                     | 8'     |
| Quintatön                    | 8'     |
| Flûte octaviante             | 4'     |
| Nazard                       | 2.2/3' |
| Doublette                    | 2'     |
| Tierce                       | 1.3/5' |
| Larigot                      | 1.1/3' |
| Septième                     | 1.1/7' |
| Piccolo                      | 1'     |
| Cor anglais                  | 16'    |
| Clarinette                   | 8'     |
| Trompette harmonique         | 8'     |
| Violon harmonique            | 4'     |
| Trémolo                      |        |

| Pédale           |         |
| Principale basse | 32'     |
| Montre           | 32'     |
| Gros bourdon     | 32'     |
| Basse acoustique | 32'     |
| Grosse flûte     | 16'     |
| Contre-basse     | 16'     |
| Violonbasse      | 16'     |
| Soubasse         | 16'     |
| Grosse quinte    | 10.2/3' |
| Grosse flûte     | 8'      |
| Diapason         | 8'      |
| Violoncelle      | 8'      |
| Bourdon          | 8'      |
| Grand tierce     | 6.2/5'  |
| Grosse quinte    | 5.1/3'  |
| Septième         | 4.4/7'  |
| Octave           | 4'      |
| Contre-bombarde  | 32'     |
| Bombarde         | 16'     |
| Quinte bombarde  | 10.2/3' |
| Trompette        | 8'      |
| Clairon          | 4'      |

### Gli ultimi anni

#### Gli organi di Saint-Sernin e di Saint-Ouen
Tra il 1888 e il 1890, vennero costruiti da Cavaillé-Coll due dei suoi strumenti più famosi. Entrambi sono accomunati dallo spazio esiguo delle casse dei precedenti organi all'interno delle quali dovettero essere costruiti, ma anche da un elevato livello di qualità del suono prodotto.

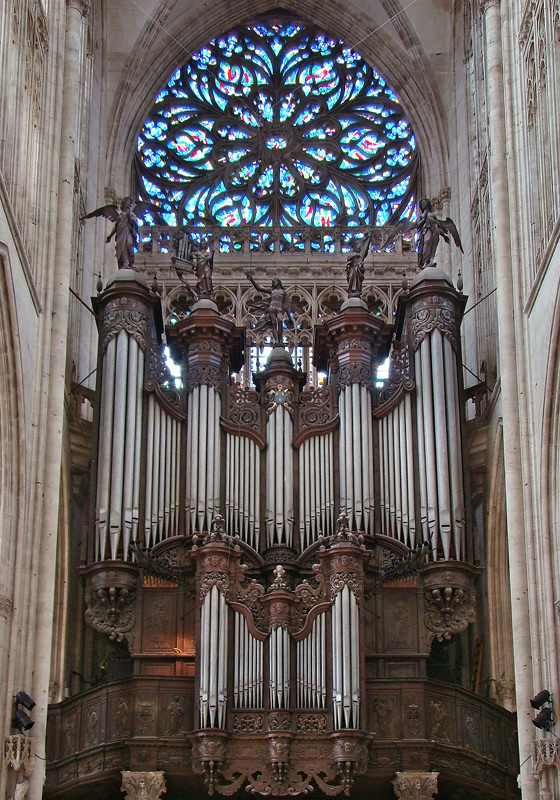
L'organo maggiore della chiesa di Saint-Ouen a Rouen

Il primo di questi è l'organo maggiore della basilica di Saint-Sernin a Tolosa, costruito nel 1843 dalla ditta Daublaine Callinet ma ricostruito riutilizzando solo parte dello strumento precedente da Cavaillé-Coll nel 1888-1889. Lo strumento, la cui intonazione venne affidata a Felix Reinburg, è stato subito considerato come una delle maggiori realizzazioni dell'organaro ed in seguito non ha subito cambiamenti. L'organo ha 54 registri e la sua consolle è a finestra, con tre tastiere di 56 note ciascuna e pedaliera dritta di 30 note. La disposizione fonica, ricca di registri ad ancia ma con un limitato numero di registri di mutazione, è caratterizzata dalla presenza di due trombe armoniche, una in 8' e una in 4', poste en chamade.
Il secondo organo, immediatamente successivo, è l'organo maggiore della chiesa abbaziale di Saint-Ouen a Rouen, terminato nel 1890 e anch'esso rimasto inalterato nelle sue caratteristiche e nella sua intonazione. Lo strumento, definito da Charles-Marie Widor un organo da Michelangelo (in francese: un orgue à Michel-Ange) è da molti considerato l'opera più importante di Aristide Cavaillé-Coll e possiede 64 registri suddivisi su quattro tastiere, di 56 note ciascuna, e pedaliera, di 30 note. La sua disposizione fonica è caratterizzata dal ritorno ad un Grand-Orgue con soli fondi di 16', 8' e 4' e con pochi registri ad ancia, nonché da un ricco Récit di 20 registri.

### Il fallimento e la morte

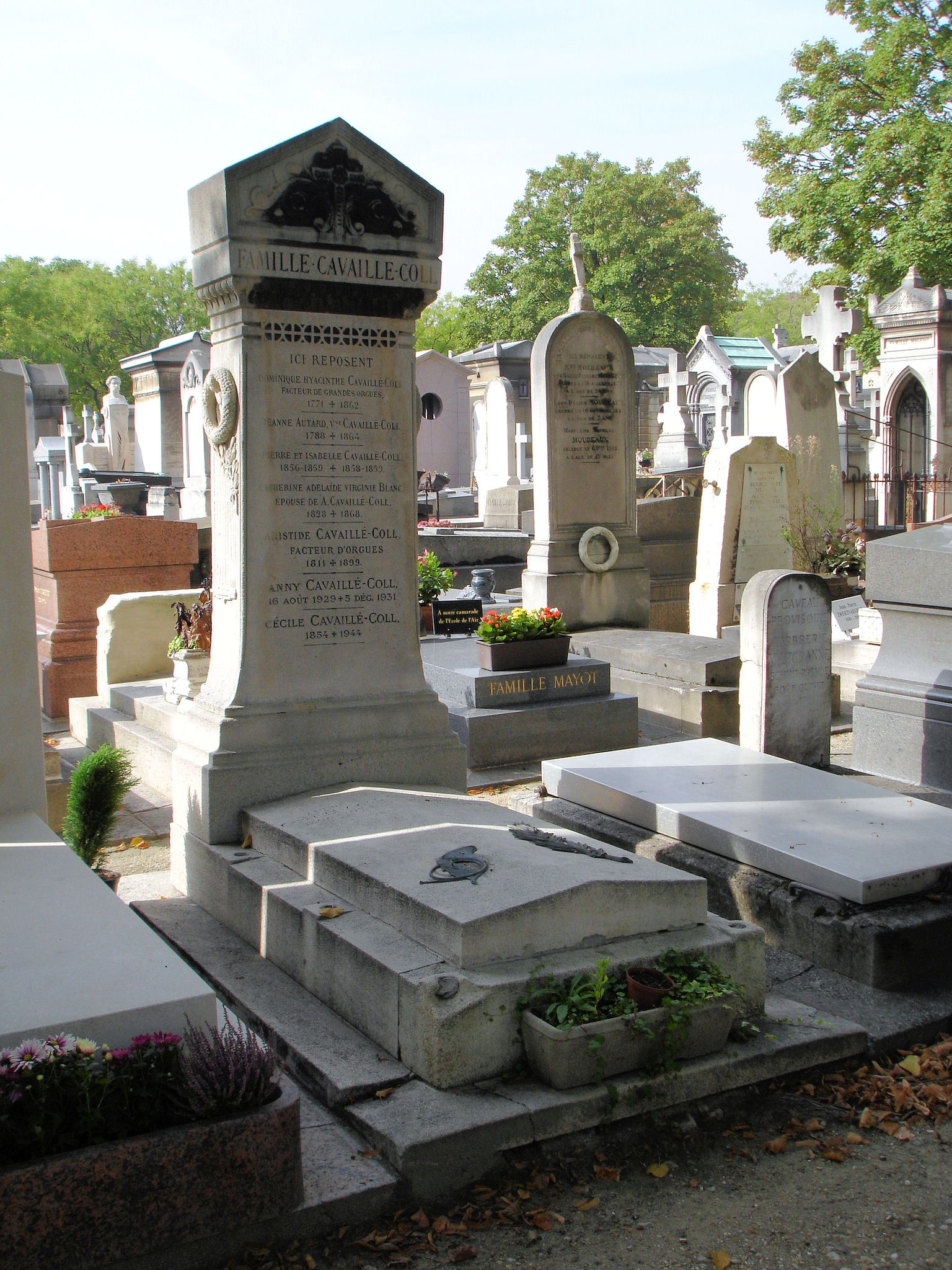
La tomba della famiglia Cavaillé-Coll nel cimitero di Montparnasse

Negli ultimi anni, più volte la ditta di Cavaillé-Coll era stata sull'orlo del fallimento.
Con la morte di Gabriel Reinburg (28 gennaio 1891), il migliore intonatore dell'azienda, questa cominciò un rapido declino che la portò al fallimento. Il debito contratto con il maggior creditore, il Crédit Foncière, che aveva anche un'ipoteca sugli edifici di Cavaillé-Coll, portò ad una sentenza emessa dalla Chambre des Saisies Immobilières del Tribunale della funzione pubblica Senna (5 novembre 1891) e ad un successivo accordo con parte dei creditori. Successivamente, i laboratori e i macchinari vennero venduti al ricco mercante Emile Cholet che a sua volta li affittò a Cavaillé-Coll, mentre la casa venne assegnata all'Institution de Barral e trasformata in collegio femminile. Il 18 giugno 1898 l'azienda venne ceduta a Charles Mutin che già vi aveva lavorato in precedenza e che rimase alla sua direzione fino al 1924; l'ultimo grande organo costruito da Cavaillé-Coll fu quello per il castello del barone Albert Espée (1898), con 74 registri e consolle con 4 tastiere di 61 note ciascuna e pedaliera dritta di 32 note e i pomelli dei registri disposti ad anfiteatro, come negli organi di Saint-Sulpice e di Notre-Dame; successivamente lo strumento è stato venduto alla basilica del Sacro Cuore di Parigi.
Aristide Cavaillé-Coll si trasferì in un appartamento al numero 21 di rue du Vieux-Colombier insieme alla figlia Cécile e ad una famiglia di domestici devoti; ivi morì alle ore 9 del mattino di venerdì 13 ottobre 1899. Le esequie si tennero il 16 seguente nella chiesa di Saint-Sulpice e lo stesso giorno il corpo venne tumulato nella tomba di famiglia, nel cimitero di Montparnasse, a Parigi.

## Realizzazioni
Nella seguente lista, sono elencati alcuni organi costruiti da Aristide Cavaillé-Coll. Per i parametri località, edificio, tastiere e di registri, si intendono le caratteristiche dello strumento al momento della costruzione, senza contare delle modifiche successive, eventualmente segnalate.
| Opus         | Anno | Località            | Edificio                                                   | Immagine | Tastiere | Registri | Modificato successivamente | Note |
| ------------ | ---- | ------------------- | ---------------------------------------------------------- | -------- | -------- | -------- | -------------------------- | --- |
| opus 4       | 1838 | Parigi              | Chiesa di Notre-Dame-de-Lorette Organo maggiore            |          | III/P    | 48       | No                         | |
| opus 10      | 1841 | Saint-Denis         | Basilica di Saint-Denis Organo maggiore                    |          | III/P    | 69       | No                         | |
| opus 14      | 1842 | Parigi              | Chiesa di Saint-Roch Organo maggiore                       |          | IV/P     | 53       | Sì                         | Cassa e strumento: monumento storico di Francia |
| opus 15      | 1842 | Parigi              | Chiesa della Madeleine Organo del coro                     |          | II/P     | 12       | Sì                         | Disposizione fonica originaria |
| opus 19      | 1845 | Parigi              | Chiesa di Saint-Roch Organo del coro                       |          | II/P     | 12       | Sì                         | Cassa: monumento storico di Francia |
| opus 26      | 1846 | Parigi              | Chiesa della Madeleine Organo maggiore                     |          | IV/P     | 48       | Sì                         | |
| opus 37      | 1846 | Ajaccio             | Cattedrale di Notre-Dame-de-l'Assomption                   |          | III/P    | 34       | Sì                         | |
| opus 52      | 1852 | Parigi              | Chiesa di Saint-Vincent-de-Paul Organo maggiore            |          | III/P    | 47       | Sì                         | |
| opus 57      | 1852 | Parigi              | Sinagoga Nazareth                                          |          | II/P     | 11       | Sì                         | |
| opus 59      | 1853 | Parigi              | Chiesa di Sainte-Geneviève                                 |          | II/P     | 22       | Sì                         | |
| opus 76/7    | 1855 | Parigi              | Fideles Compagnes de Jesus Organo del coro                 |          | II/P     | 8        | No                         | |
| opus 109/51  | 1858 | Parigi              | Chiesa di Saint-Vincent-de-Paul Organo del coro            |          | II/P     | 22       | Sì                         | |
| opus 113     | 1856 | Bagnères-de-Bigorre | Chiesa del Carmine                                         |          | II/P     | 20       | Sì                         | |
| opus 88/22   | 1859 | Parigi              | Basilica di Sainte-Clotilde-et-Sainte-Valère               |          | III/P    | 46       | Sì                         | Disposizione fonica originaria |
| opus 103/43  | 1856 | Parigi              | Chiesa di Saint-Jacques-du-Haut-Pas Organo del transetto   |          | II/P     | 14       | No                         | |
| opus 115/60  | 1858 | Parigi              | Chiesa di Saint-Louis-d'Antin                              |          | II/P     | 26       | Sì                         | |
| opus 121/9   | 1857 | Parigi              | Chiesa di Saint-Merri Organo maggiore                      |          | III/P    | 39       | Sì                         | |
| opus 154/114 | 1860 | Auch                | Cattedrale di Sainte-Marie Organo dello jubé               |          | II/P     | 15       | No                         | |
| opus 172/139 | 1860 | Parigi              | Opéra Garnier                                              |          | II/P     | 10       | No                         | |
| opus 163/127 | 1861 | Nancy               | Cattedrale di Notre-Dame-de-l'Annonciation Organo maggiore |          | IV/P     | 64       | Sì                         | |
| opus 118/63  | 1862 | Parigi              | Chiesa di Saint-Sulpice Organo maggiore                    |          | V/P      | 100      | Sì                         | |
| opus 204/176 | 1863 | Parigi              | Chiesa di Saint-Étienne-du-Mont Organo maggiore            |          | III/P    | 39       | Sì                         | |
| opus 242/217 | 1864 | Metz                | Cattedrale di Saint-Étienne Organo del coro                |          | II/P     | 10       | Sì                         | |
| opus 304/289 | 1867 | Parigi              | Chiesa della Sainte-Trinité Organo del coro                |          | II/P     | 15       | No                         | |
| opus 230/204 | 1868 | Parigi              | Cattedrale di Notre-Dame Organo maggiore                   |          | V/P      | 86       | Sì                         | |
| opus 271/254 | 1868 | Parigi              | Chiesa della Sainte-Trinité Organo maggiore                |          | III/P    | 46       | Sì                         | |
| opus 288/272 | 1868 | Roma                | Chiesa di Santa Maria dell'Umiltà                          |          | II/P     | 10       | No                         | |
| opus 326/313 | 1869 | Parigi              | Chiesa di Saint-Pierre-de-Montmartre                       |          | II/P     | 12       | No                         | |
| opus 365/354 | 1874 | Parigi              | Chiesa di Notre-Dame-de-la-Croix de Ménilmontant           |          | III/P    | 26       | Sì                         | link= Strumento, su www2.culture.gouv.fr, gennaio 2020. URL consultato l'8 maggio 2019 (archiviato dall'url originale l'8 maggio 2019).: monumento storico di Francia |
| opus 367/356 | 1874 | Angers              | Cattedrale di Saint-Maurice Organo maggiore                |          | III/P    | 46       | Sì                         | |
| opus 569     | 1885 | Caen                | Chiesa di Saint-Étienne Organo maggiore                    |          | III/P    | 50       | No                         | |
| opus 378/367 | 1873 | Versailles          | Cappella palatina                                          |          | II/P     | 23       | [ N 7 ]                    | Disposizione fonica originaria |
| opus 405/401 | 1873 | Arles               | Chiesa di Saint-Trophime                                   |          | I/P      | 7        | Sì                         | Disposizione fonica originaria |
| opus 396/391 | 1875 | Lourdes             | Basilica dell'Immaculée-Conception                         |          | II/P     | 25       | No                         | |
| opus 581     | 1883 | Parigi              | Chiesa di Saint-Sulpice Organo del coro                    |          | II/P     | 21       | Sì                         | |
| opus 571     | 1884 | Madrid              | Basilica reale di San Francisco el Grande                  |          | II/P     | 26       | No                         | |
| opus 613     | 1887 | Parigi              | Cattedrale anglicana della Sainte-Trinité                  |          | III/P    | 40       | Sì                         | |
| opus 619     | 1889 | Tolosa              | Basilica di Saint-Sernin Organo maggiore                   |          | III/P    | 54       | No                         | |
| opus 620     | 1889 | Amiens              | Cattedrale di Notre-Dame                                   |          | III/P    | 51       | No                         | |
| opus 630     | 1890 | Rouen               | Chiesa abbaziale di Saint-Ouen Organo maggiore             |          | IV/P     | 64       | No                         | |
| opus 638     | 1889 | Rouen               | Chiesa di Saint-Gervais                                    |          | II/P     | 11       | sì                         | |
| opus 690     | 1896 | Rouen               | Residenza di Albert Dupré                                  |          | II/P     | 10       | Sì                         | |
| opus 684     | 1897 | Lourdes             | Basilica di Notre-Dame-du-Rosaire                          |          | III/P    | 40       | Sì                         | |
| opus 678     | 1898 | Biarritz-Bidart     | Castello del barone Albert Espée                           |          | IV/P     | 70       | Sì                         | Disposizione fonica originaria e attuale a confronto |